# Baugé-en-Anjou
Baugé-en-Anjou är en kommun i departementet Maine-et-Loire i regionen Pays de la Loire i nordvästra Frankrike. Kommunen ligger i kantonen Beaufort-en-Vallée som ligger i arrondissementet Saumur. År 2017 hade Baugé-en-Anjou 11 892 invånare.
Kommunen bildades den 1 januari 2013 genom sammanslagningen av kommunerna Baugé, Montpollin, Pontigné, Saint-Martin-d'Arcé och Le Vieil-Baugé. Den 1 januari 2016 inkorporerades kommunerna Bocé, Chartrené, Cheviré-le-Rouge, Clefs-Val d'Anjou, Cuon, Échemiré, Fougeré, Le Guédeniau och Saint-Quentin-lès-Beaurepaire in i Baugé-en-Anjou. Kommunens huvudort är Baugé.